# Zelotes altissimus
Zelotes altissimus este o specie de păianjeni din genul Zelotes, familia Gnaphosidae, descrisă de Hu, 1989. Conform Catalogue of Life specia Zelotes altissimus nu are subspecii cunoscute.